# Golpe de Sorte (4.ª temporada)
A quarta e última temporada de Golpe de Sorte foi exibida na SIC de 14 de setembro de 2020 a 20 de fevereiro de 2021.
Contou com Maria João Abreu, Dânia Neto, Jorge Corrula, Pedro Barroso, Madalena Almeida e Diogo Martins nos papéis principais.
Esta temporada foi intitulada de Nova Temporada.

## Elenco

### Elenco Principal
| Ator/Atriz        | Personagem          |
| ----------------- | ------------------- |
| Maria João Abreu  | Maria do Céu Garcia |
| Dânia Neto        | Sílvia Mira         |
| Dânia Neto        | Andreia Mira        |
| Jorge Corrula     | Caio Amaral Garcia  |
| Pedro Barroso     | José Núncio Castro  |
| Madalena Almeida  | Lara Jesus          |
| Diogo Martins     | Fábio Guerreiro     |
| Isabela Valadeiro | Telma Garcia        |
| Ângelo Rodrigues  | Bruno Garcia        |
| Manuela Maria     | Preciosa Toledo     |
| José Raposo       | José Luís Toledo    |
| Mariana Pacheco   | Rubi Ferraz         |

### Elenco Recorrente
| Ator/Atriz           | Personagem                    |
| -------------------- | ----------------------------- |
| Carolina Carvalho    | Jéssica Toledo Garcia         |
| Rui Mendes           | Natário Garcia                |
| Vítor Norte          | Horácio Toledo                |
| Rúben Gomes          | Pedro Albuquerque             |
| Henriqueta Maya      | Cremilde Reis                 |
| Carmen Santos        | Lúcia Garcia                  |
| Helena Laureano      | Rosanne Toledo                |
| Rosa do Canto        | Amália Reis                   |
| Cecília Henriques    | Graciete Pompeu Sanganha      |
| João Paulo Rodrigues | Justino «Tino» Sanganha       |
| Martinho Silva       | Nelson Farias                 |
| Raquel Tavares       | Liliana Barroso               |
| Luis Simões          | Renato                        |
| Bernardo Lobo Faria  | Paulo                         |
| Rui Dionisio         | Rui Estrela / Guilherme Costa |
| Inês Monteiro        | Cíntia Novais                 |
| Carolina Frias       | Marina Piedade                |
| Maria Ana Filipe     | Alexandra «Xana» Gaspar       |
| Sílvia Chiola        | Sandra Nolasco                |

### Participação
| Ator/Atriz            | Personagem            |
| --------------------- | --------------------- |
| Margarida Carpinteiro | Rosa Jordão           |
| Luís Aleluia          | Padre Alexandre Bento |

### Elenco Infantil
| Ator/Atriz       | Personagem                            |
| ---------------- | ------------------------------------- |
| Ada Costa        | Carlota Toledo Garcia                 |
| Elgar do Rosário | Fernando Júnior Alves Craveiro Garcia |
| Pedro Andrade    | Sérgio                                |
| Tomás Sousa      | Bruno «Bruninho» Toledo Garcia        |
| Sofia Fernandes  | —                                     |
| Salvador Pires   | —                                     |
| Isaac Carvalho   | —                                     |

### Elenco Adicional
| Ator/Atriz          | Personagem                      |
| ------------------- | ------------------------------- |
| Miguel Raposo       | Duarte Godinho/Serpente         |
| Sandra Santos       | Rita                            |
| Sara Norte          | Branca Lucena                   |
| José Carlos Pereira | Vítor «Vitinho»                 |
| Paulo Pinto         | Filipe (ex-namorado de Liliana) |
| Diogo Carmona       | Simão                           |
| Carlos Vieira       | Inspetor Bastos                 |
| Elmano Sancho       | Diretor do Museu                |
| Rui Luís Brás       | Dinis Dias                      |
| Diana Costa e Silva | Lígia Fragata                   |
| Maria Henrique      | Teodora Varejão                 |
| Luís Gaspar         | Manuel Moura                    |
| Patrícia Bull       | Valéria Braga                   |
| Pedro Diogo         | Nini                            |
| Diana Vassalo       | Isabel                          |
| João Brás           | Firmino                         |

## Episódios
| #   | ##  | Título         | Dirigido por                   | Escrito por     | Exibição original       | Audiências (em milhões) |
| --- | --- | -------------- | ------------------------------ | --------------- | ----------------------- | ----------------------- |
| 123 | 1   | "Episódio 123" | Carlos Dante e António Gonçalo | Vera Sacramento | 14 de setembro de 2020  | 1.24                    |
| 124 | 2   | "Episódio 124" | Carlos Dante e António Gonçalo | Vera Sacramento | 15 de setembro de 2020  | 1.17                    |
| 125 | 3   | "Episódio 125" | Carlos Dante e António Gonçalo | Vera Sacramento | 16 de setembro de 2020  | 1.17                    |
| 126 | 4   | "Episódio 126" | Carlos Dante e António Gonçalo | Vera Sacramento | 17 de setembro de 2020  | 1,24                    |
| 127 | 5   | "Episódio 127" | Carlos Dante e António Gonçalo | Vera Sacramento | 18 de setembro de 2020  | 1,10                    |
| 128 | 6   | "Episódio 128" | Carlos Dante e António Gonçalo | Vera Sacramento | 19 de setembro de 2020  | 0,89                    |
| 129 | 7   | "Episódio 129" | Carlos Dante e António Gonçalo | Vera Sacramento | 21 de setembro de 2020  | ASD                     |
| 130 | 8   | "Episódio 130" | Carlos Dante e António Gonçalo | Vera Sacramento | 22 de setembro de 2020  | ASD                     |
| 131 | 9   | "Episódio 131" | Carlos Dante e António Gonçalo | Vera Sacramento | 23 de setembro de 2020  | ASD                     |
| 132 | 10  | "Episódio 132" | Carlos Dante e António Gonçalo | Vera Sacramento | 24 de setembro de 2020  | ASD                     |
| 133 | 11  | "Episódio 133" | Carlos Dante e António Gonçalo | Vera Sacramento | 25 de setembro de 2020  | ASD                     |
| 134 | 12  | "Episódio 134" | Carlos Dante e António Gonçalo | Vera Sacramento | 26 de setembro de 2020  | 0,66                    |
| 135 | 13  | "Episódio 135" | Carlos Dante e António Gonçalo | Vera Sacramento | 28 de setembro de 2020  | 0,70                    |
| 136 | 14  | "Episódio 136" | Carlos Dante e António Gonçalo | Vera Sacramento | 29 de setembro de 2020  | ASD                     |
| 137 | 15  | "Episódio 137" | Carlos Dante e António Gonçalo | Vera Sacramento | 30 de setembro de 2020  | ASD                     |
| 138 | 16  | "Episódio 138" | Carlos Dante e António Gonçalo | Vera Sacramento | 1 de outubro de 2020    | 0,70                    |
| 139 | 17  | "Episódio 139" | Carlos Dante e António Gonçalo | Vera Sacramento | 2 de outubro de 2020    | 0,79                    |
| 140 | 18  | "Episódio 140" | Carlos Dante e António Gonçalo | Vera Sacramento | 3 de outubro de 2020    | 0,75                    |
| 141 | 19  | "Episódio 141" | Carlos Dante e António Gonçalo | Vera Sacramento | 5 de outubro de 2020    | ASD                     |
| 142 | 20  | "Episódio 142" | Carlos Dante e António Gonçalo | Vera Sacramento | 6 de outubro de 2020    | ASD                     |
| 143 | 21  | "Episódio 143" | Carlos Dante e António Gonçalo | Vera Sacramento | 7 de outubro de 2020    | ASD                     |
| 144 | 22  | "Episódio 144" | Carlos Dante e António Gonçalo | Vera Sacramento | 8 de outubro de 2020    | ASD                     |
| 145 | 23  | "Episódio 145" | Carlos Dante e António Gonçalo | Vera Sacramento | 9 de outubro de 2020    | ASD                     |
| 146 | 24  | "Episódio 146" | Carlos Dante e António Gonçalo | Vera Sacramento | 12 de outubro de 2020   | ASD                     |
| 147 | 25  | "Episódio 147" | Carlos Dante e António Gonçalo | Vera Sacramento | 13 de outubro de 2020   | ASD                     |
| 148 | 26  | "Episódio 148" | Carlos Dante e António Gonçalo | Vera Sacramento | 14 de outubro de 2020   | ASD                     |
| 149 | 27  | "Episódio 149" | Carlos Dante e António Gonçalo | Vera Sacramento | 15 de outubro de 2020   | 0,68                    |
| 150 | 28  | "Episódio 150" | Carlos Dante e António Gonçalo | Vera Sacramento | 16 de outubro de 2020   | ASD                     |
| 151 | 29  | "Episódio 151" | Carlos Dante e António Gonçalo | Vera Sacramento | 17 de outubro de 2020   | 0,65                    |
| 152 | 30  | "Episódio 152" | Carlos Dante e António Gonçalo | Vera Sacramento | 19 de outubro de 2020   | ASD                     |
| 153 | 31  | "Episódio 153" | Carlos Dante e António Gonçalo | Vera Sacramento | 20 de outubro de 2020   | ASD                     |
| 154 | 32  | "Episódio 154" | Carlos Dante e António Gonçalo | Vera Sacramento | 21 de outubro de 2020   | ASD                     |
| 155 | 33  | "Episódio 155" | Carlos Dante e António Gonçalo | Vera Sacramento | 22 de outubro de 2020   | ASD                     |
| 156 | 34  | "Episódio 156" | Carlos Dante e António Gonçalo | Vera Sacramento | 23 de outubro de 2020   | ASD                     |
| 157 | 35  | "Episódio 157" | Carlos Dante e António Gonçalo | Vera Sacramento | 24 de outubro de 2020   | 0,73                    |
| 158 | 36  | "Episódio 158" | Carlos Dante e António Gonçalo | Vera Sacramento | 26 de outubro de 2020   | 0,52                    |
| 159 | 37  | "Episódio 159" | Carlos Dante e António Gonçalo | Vera Sacramento | 27 de outubro de 2020   | ASD                     |
| 160 | 38  | "Episódio 160" | Carlos Dante e António Gonçalo | Vera Sacramento | 28 de outubro de 2020   | ASD                     |
| 161 | 39  | "Episódio 161" | Carlos Dante e António Gonçalo | Vera Sacramento | 29 de outubro de 2020   | ASD                     |
| 162 | 40  | "Episódio 162" | Carlos Dante e António Gonçalo | Vera Sacramento | 30 de outubro de 2020   | ASD                     |
| 163 | 41  | "Episódio 163" | Carlos Dante e António Gonçalo | Vera Sacramento | 31 de outubro de 2020   | 0,66                    |
| 164 | 42  | "Episódio 164" | Carlos Dante e António Gonçalo | Vera Sacramento | 2 de novembro de 2020   | ASD                     |
| 165 | 43  | "Episódio 165" | Carlos Dante e António Gonçalo | Vera Sacramento | 3 de novembro de 2020   | ASD                     |
| 166 | 44  | "Episódio 166" | Carlos Dante e António Gonçalo | Vera Sacramento | 4 de novembro de 2020   | ASD                     |
| 167 | 45  | "Episódio 167" | Carlos Dante e António Gonçalo | Vera Sacramento | 5 de novembro de 2020   | ASD                     |
| 168 | 46  | "Episódio 168" | Carlos Dante e António Gonçalo | Vera Sacramento | 6 de novembro de 2020   | ASD                     |
| 169 | 47  | "Episódio 169" | Carlos Dante e António Gonçalo | Vera Sacramento | 9 de novembro de 2020   | 0,56                    |
| 170 | 48  | "Episódio 170" | Carlos Dante e António Gonçalo | Vera Sacramento | 10 de novembro de 2020  | ASD                     |
| 171 | 49  | "Episódio 171" | Carlos Dante e António Gonçalo | Vera Sacramento | 11 de novembro de 2020  | ASD                     |
| 172 | 50  | "Episódio 172" | Carlos Dante e António Gonçalo | Vera Sacramento | 12 de novembro de 2020  | ASD                     |
| 173 | 51  | "Episódio 173" | Carlos Dante e António Gonçalo | Vera Sacramento | 13 de novembro de 2020  | 0,55                    |
| 174 | 52  | "Episódio 174" | Carlos Dante e António Gonçalo | Vera Sacramento | 16 de novembro de 2020  | ASD                     |
| 175 | 53  | "Episódio 175" | Carlos Dante e António Gonçalo | Vera Sacramento | 17 de novembro de 2020  | ASD                     |
| 176 | 54  | "Episódio 176" | Carlos Dante e António Gonçalo | Vera Sacramento | 18 de novembro de 2020  | ASD                     |
| 177 | 55  | "Episódio 177" | Carlos Dante e António Gonçalo | Vera Sacramento | 19 de novembro de 2020  | ASD                     |
| 178 | 56  | "Episódio 178" | Carlos Dante e António Gonçalo | Vera Sacramento | 20 de novembro de 2020  | ASD                     |
| 179 | 57  | "Episódio 179" | Carlos Dante e António Gonçalo | Vera Sacramento | 23 de novembro de 2020  | ASD                     |
| 180 | 58  | "Episódio 180" | Carlos Dante e António Gonçalo | Vera Sacramento | 24 de novembro de 2020  | ASD                     |
| 181 | 59  | "Episódio 181" | Carlos Dante e António Gonçalo | Vera Sacramento | 25 de novembro de 2020  | ASD                     |
| 182 | 60  | "Episódio 182" | Carlos Dante e António Gonçalo | Vera Sacramento | 26 de novembro de 2020  | ASD                     |
| 183 | 61  | "Episódio 183" | Carlos Dante e António Gonçalo | Vera Sacramento | 27 de novembro de 2020  | ASD                     |
| 184 | 62  | "Episódio 184" | Carlos Dante e António Gonçalo | Vera Sacramento | 30 de novembro de 2020  | ASD                     |
| 185 | 63  | "Episódio 185" | Carlos Dante e António Gonçalo | Vera Sacramento | 1 de dezembro de 2020   | ASD                     |
| 186 | 64  | "Episódio 186" | Carlos Dante e António Gonçalo | Vera Sacramento | 2 de dezembro de 2020   | ASD                     |
| 187 | 65  | "Episódio 187" | Carlos Dante e António Gonçalo | Vera Sacramento | 3 de dezembro de 2020   | ASD                     |
| 188 | 66  | "Episódio 188" | Carlos Dante e António Gonçalo | Vera Sacramento | 4 de dezembro de 2020   | ASD                     |
| 189 | 67  | "Episódio 189" | Carlos Dante e António Gonçalo | Vera Sacramento | 7 de dezembro de 2020   | ASD                     |
| 190 | 68  | "Episódio 190" | Carlos Dante e António Gonçalo | Vera Sacramento | 8 de dezembro de 2020   | ASD                     |
| 191 | 69  | "Episódio 191" | Carlos Dante e António Gonçalo | Vera Sacramento | 9 de dezembro de 2020   | ASD                     |
| 192 | 70  | "Episódio 192" | Carlos Dante e António Gonçalo | Vera Sacramento | 10 de dezembro de 2020  | ASD                     |
| 193 | 71  | "Episódio 193" | Carlos Dante e António Gonçalo | Vera Sacramento | 11 de dezembro de 2020  | ASD                     |
| 194 | 72  | "Episódio 194" | Carlos Dante e António Gonçalo | Vera Sacramento | 14 de dezembro de 2020  | 0,68                    |
| 195 | 73  | "Episódio 195" | Carlos Dante e António Gonçalo | Vera Sacramento | 15 de dezembro de 2020  | ASD                     |
| 196 | 74  | "Episódio 196" | Carlos Dante e António Gonçalo | Vera Sacramento | 16 de dezembro de 2020  | ASD                     |
| 197 | 75  | "Episódio 197" | Carlos Dante e António Gonçalo | Vera Sacramento | 17 de dezembro de 2020  | ASD                     |
| 198 | 76  | "Episódio 198" | Carlos Dante e António Gonçalo | Vera Sacramento | 18 de dezembro de 2020  | 0,73                    |
| 199 | 77  | "Episódio 199" | Carlos Dante e António Gonçalo | Vera Sacramento | 21 de dezembro de 2020  | ASD                     |
| 200 | 78  | "Episódio 200" | Carlos Dante e António Gonçalo | Vera Sacramento | 22 de dezembro de 2020  | ASD                     |
| 201 | 79  | "Episódio 201" | Carlos Dante e António Gonçalo | Vera Sacramento | 28 de dezembro de 2020  | ASD                     |
| 202 | 80  | "Episódio 202" | Carlos Dante e António Gonçalo | Vera Sacramento | 29 de dezembro de 2020  | ASD                     |
| 203 | 81  | "Episódio 203" | Carlos Dante e António Gonçalo | Vera Sacramento | 30 de dezembro de 2020  | 0,70                    |
| 204 | 82  | "Episódio 204" | Carlos Dante e António Gonçalo | Vera Sacramento | 4 de janeiro de 2021    | ASD                     |
| 205 | 83  | "Episódio 205" | Carlos Dante e António Gonçalo | Vera Sacramento | 5 de janeiro de 2021    | ASD                     |
| 206 | 84  | "Episódio 206" | Carlos Dante e António Gonçalo | Vera Sacramento | 6 de janeiro de 2021    | ASD                     |
| 207 | 85  | "Episódio 207" | Carlos Dante e António Gonçalo | Vera Sacramento | 7 de janeiro de 2021    | 0,50                    |
| 208 | 86  | "Episódio 208" | Carlos Dante e António Gonçalo | Vera Sacramento | 8 de janeiro de 2021    | ASD                     |
| 209 | 87  | "Episódio 209" | Carlos Dante e António Gonçalo | Vera Sacramento | 11 de janeiro de 2021   | ASD                     |
| 210 | 88  | "Episódio 210" | Carlos Dante e António Gonçalo | Vera Sacramento | 12 de janeiro de 2021   | ASD                     |
| 211 | 89  | "Episódio 211" | Carlos Dante e António Gonçalo | Vera Sacramento | 13 de janeiro de 2021   | ASD                     |
| 212 | 90  | "Episódio 212" | Carlos Dante e António Gonçalo | Vera Sacramento | 14 de janeiro de 2021   | ASD                     |
| 213 | 91  | "Episódio 213" | Carlos Dante e António Gonçalo | Vera Sacramento | 15 de janeiro de 2021   | ASD                     |
| 214 | 92  | "Episódio 214" | Carlos Dante e António Gonçalo | Vera Sacramento | 18 de janeiro de 2021   | ASD                     |
| 215 | 93  | "Episódio 215" | Carlos Dante e António Gonçalo | Vera Sacramento | 19 de janeiro de 2021   | ASD                     |
| 216 | 94  | "Episódio 216" | Carlos Dante e António Gonçalo | Vera Sacramento | 20 de janeiro de 2021   | ASD                     |
| 217 | 95  | "Episódio 217" | Carlos Dante e António Gonçalo | Vera Sacramento | 21 de janeiro de 2021   | 0,63                    |
| 218 | 96  | "Episódio 218" | Carlos Dante e António Gonçalo | Vera Sacramento | 22 de janeiro de 2021   | 0,77                    |
| 219 | 97  | "Episódio 219" | Carlos Dante e António Gonçalo | Vera Sacramento | 25 de janeiro de 2021   | ASD                     |
| 220 | 98  | "Episódio 220" | Carlos Dante e António Gonçalo | Vera Sacramento | 26 de janeiro de 2021   | ASD                     |
| 221 | 99  | "Episódio 221" | Carlos Dante e António Gonçalo | Vera Sacramento | 27 de janeiro de 2021   | ASD                     |
| 222 | 100 | "Episódio 222" | Carlos Dante e António Gonçalo | Vera Sacramento | 28 de janeiro de 2021   | 0,75                    |
| 223 | 101 | "Episódio 223" | Carlos Dante e António Gonçalo | Vera Sacramento | 29 de janeiro de 2021   | 0,79                    |
| 224 | 102 | "Episódio 224" | Carlos Dante e António Gonçalo | Vera Sacramento | 1 de fevereiro de 2021  | ASD                     |
| 225 | 103 | "Episódio 225" | Carlos Dante e António Gonçalo | Vera Sacramento | 2 de fevereiro de 2021  | ASD                     |
| 226 | 104 | "Episódio 226" | Carlos Dante e António Gonçalo | Vera Sacramento | 3 de fevereiro de 2021  | 0,65                    |
| 227 | 105 | "Episódio 227" | Carlos Dante e António Gonçalo | Vera Sacramento | 4 de fevereiro de 2021  | 0,73                    |
| 228 | 106 | "Episódio 228" | Carlos Dante e António Gonçalo | Vera Sacramento | 5 de fevereiro de 2021  | ASD                     |
| 229 | 107 | "Episódio 229" | Carlos Dante e António Gonçalo | Vera Sacramento | 8 de fevereiro de 2021  | ASD                     |
| 230 | 108 | "Episódio 230" | Carlos Dante e António Gonçalo | Vera Sacramento | 9 de fevereiro de 2021  | ASD                     |
| 231 | 109 | "Episódio 231" | Carlos Dante e António Gonçalo | Vera Sacramento | 10 de fevereiro de 2021 | ASD                     |
| 232 | 110 | "Episódio 232" | Carlos Dante e António Gonçalo | Vera Sacramento | 11 de fevereiro de 2021 | 0,81                    |
| 233 | 111 | "Episódio 233" | Carlos Dante e António Gonçalo | Vera Sacramento | 12 de fevereiro de 2021 | ASD                     |
| 234 | 112 | "Episódio 234" | Carlos Dante e António Gonçalo | Vera Sacramento | 15 de fevereiro de 2021 | 0,64                    |
| 235 | 113 | "Episódio 235" | Carlos Dante e António Gonçalo | Vera Sacramento | 16 de fevereiro de 2021 | ASD                     |
| 236 | 114 | "Episódio 236" | Carlos Dante e António Gonçalo | Vera Sacramento | 17 de fevereiro de 2021 | ASD                     |
| 237 | 115 | "Episódio 237" | Carlos Dante e António Gonçalo | Vera Sacramento | 19 de fevereiro de 2021 | ASD                     |
| 238 | 116 | "Episódio 238" | Carlos Dante e António Gonçalo | Vera Sacramento | 20 de fevereiro de 2021 | 1,36                    |

## Audiência
A 4.ª temporada estreou com 13.1 de audiência e 24.8% de share com cerca de 1 milhão e 236 mil espectadores, na liderança.
Ao segundo episódio, a série garantiu uma audiência média de 12.4 com um share correspondente de 24.4%. Em média, 1 milhão e 175 mil espectadores garantiram a liderança absoluta. No melhor momento, logo no início, a SIC chegou a marcar 13.2/25.0%.
Após resultados na casa dos 6/7 pontos ao longo de toda a exibição, e a vice-liderança em média, o último episódio da 4.ª temporada terminou com 13.3 de audiência e 24.3% de share com cerca de 1 milhão e 263 mil espectadores, liderando só após a exibição de "Bem me Quer", que era exibida no mesmo horário pela TVI. O pico da série da SIC foi registado às 22h50 com 14.3/28.2%, com 1 milhão e 356 mil espectadores.
| Média | Média     | Episódios transmitidos | Rating | Share | Ref.   |
| ----- | --------- | ---------------------- | ------ | ----- | ------ |
| 2020  | Setembro  | 15 episódios           | 10.4   | 23.5% | [ 39 ] |
| 2020  | Outubro   | 26 episódios           | 7.1    | 20.1% | ...    |
| 2020  | Novembro  | 21 episódios           | 6.3    | 20.9% | ...    |
| 2020  | Dezembro  | 19 episódios           | 7.3    | 21.2% | ...    |
| 2021  | Janeiro   | 20 episódios           | 6.3    | 21.5% | ...    |
| 2021  | Fevereiro | 15 episódios           | 7.7    | 21.7% | ...    |
| Total | Total     | 116 episódios          | 7.5    | 21.5% |        |